# شیر کوهی اوراسیایی
شیر کوهی اوراسیایی (نام علمی: Puma pardoides) همچنین شناخته‌شده با نام‌های شیر کوهی جهان قدیم و پلنگ اوون، یک گونه منقرض‌شده از گربه‌ایان است که در اوایل پلیستوسن بین حدود ۲٬۱۰۰٬۰۰۰ تا ۸۰۰٬۰۰۰ سال پیش در اوراسیا زیست می‌کرد. این جانور تا مدت‌ها به عنوان گونه‌ای از سرده پلنگ‌مانندها شناخته می‌شد. پژوهش‌های بعدی نشان داد که دو گونه Panthera pardoides و Panthera schaubi در اصل یک گونه بوده و احتمالاً نه از اعضای زیرخانواده پلنگیان بلکه از اعضای زیرخانواده گربه‌ایان کوچک و خویشاوند نزدیک شیر کوهی امروزی هستند.
سنگواره‌های شیر کوهی اوراسیایی در اروپا، گرجستان و مغولستان یافت شده و با توجه به قدیمی‌تر بودن آن نسبت به شیر کوهی امروزی که حدود ۴۰۰٬۰۰۰ سال پیش در قاره آمریکا پدید آمد این احتمال مطرح است که شیرهای کوهی ریشه اوراسیایی داشته و بعدها به قاره آمریکا مهاجرت کرده‌اند.

## توصیف
این گونه به بزرگی شیر کوهی امروزی و شاید کمی بزرگ‌تر بود و وزنی بین ۱۰۰ تا ۱۵۰ کیلوگرم وزن داشت. نمونه نرهای بزرگ یافت شده مربوط به اوایل پلیستوسن اروپا نشان می‌دهند که وزن این جانوران می‌توانسته به ۱۳۰ تا ۱۸۰ کیلوگرم نیز برسد. شکارهای شیر کوهی اوراسیایی شامل انواع سم‌داران مانند گراز و شوکا می‌شده‌است. 

## طبقه‌بندی
این گونه برای نخستین بار توسط ریچارد اوون در سال ۱۸۴۶ توصیف علمی شد و Felis pardoides نام گرفت. جمجمه‌ای از این جانور در سال ۱۹۵۴ کشف شد و به گونه‌ای جدید از پلنگ‌مانندها به نام Panthera schaubi مرتبط دانسته شد. در سال ۱۹۶۴ این گونه به دلیل تفاوت‌هایش با دیگر پلنگیان در سرده مخصوص خود قرار گرفت و Viretailurus schaubi نامیده شد. طبقه‌بندی این گونه در سال ۲۰۰۱ دوباره تغییر یافت و به عنوان گونه‌ای مرتبط به شیر کوهی در سرده شیرهای کوهی قرار گرفت و Puma pardoides نام‌گذاری شد.